# Raketni škornji
Raketni škornji so mehanska naprava, ki naj bi omogočila večjo hitrost in doseg kot običajen tek. Izumil jih je ruski znanstvenik Viktor Gordejev. Kljub imenu v njih ni raket, ampak imajo bate, napolnjene z meašnico gorivo-zrak, ki se vžge, ko uporabnik stopi na njih. Poraba goriva je okrog 4 kubične centimetre (4 mililitre) na 10 kilometrov. Največje hitrost naj bi bila okrog 37 km/h.